# Purmamarca
Purmamarca är en ort i Argentina.   Den ligger i provinsen Jujuy, i den norra delen av landet, 1 400 km nordväst om huvudstaden Buenos Aires. Purmamarca ligger 2 347 meter över havet och antalet invånare är 388.
Terrängen runt Purmamarca är huvudsakligen bergig, men den allra närmaste omgivningen är kuperad. Purmamarca ligger nere i en dal. Trakten runt Purmamarca är nära nog obefolkad, med mindre än två invånare per kvadratkilometer.. Närmaste större samhälle är Maimará, 16,7 km nordost om Purmamarca.
Omgivningarna runt Purmamarca är i huvudsak ett öppet busklandskap.